# Pogonocherus inermicollis
Pogonocherus inermicollis là một loài bọ cánh cứng trong họ Cerambycidae.